# Курахівська міська рада
Кура́хівська міська́ територіальна громада — адміністративно-територіальна одиниця та орган місцевого самоврядування в Покровському районі Донецької області. Адміністративний центр — місто Курахове.

## Загальні відомості
- Населення ради: 22 353 особи (станом на 2001 рік)

## Населені пункти
Міській раді підпорядковані населені пункти:
- м. Курахове
- смт Іллінка
- с-ще Острівське
- с-ще Старі Терни
- с. Степанівка

## Склад ради
Рада складається з 34 депутатів та голови.
- Голова ради:  Падун Роман Олексійович
- Секретар ради: Медведєва Лілія Олександрівна

### Керівний склад попередніх скликань
| Прізвище, ім'я, по батькові | Основні відомості                                                       | Дата обрання | Дата звільнення |
| --------------------------- | ----------------------------------------------------------------------- | ------------ | --------------- |
| Окунева Зоя Микитівна       | Міський голова, 1949 року народження, член Партії регіонів              | 26.03.2006   | 03.06.2006      |
| Харанфіль Юрій Григорович   | Міський голова, 1953 року народження, член Партії регіонів              | 20.06.2010   | 31.10.2010      |
| Сажко Сергій Миколайович    | Міський голова, 1969 року народження, освіта вища, член Партії регіонів | 31.10.2010   | 17.11.2014      |
| Падун Роман Алеексевич      | Городской голова, высшее образование, Оппозиционный блок                | 2015         |                 |

Примітка: таблиця складена за даними сайту Верховної Ради України

### Депутати
За результатами місцевих виборів 2020 року депутатами ради стали:

#### За суб'єктами висування
| Суб'єкт висування               | Кількість обраних депутатів | %     |
| ------------------------------- | --------------------------- | ----- |
| Опозиційний блок                | 11                          | 32,35 |
| Опозиційна платформа — За життя | 11                          | 32,35 |
| Політична партія «Наш край»     | 4                           | 11,76 |
| Політична партія «Слуга народу» | 4                           | 11,76 |
| Політична партія «Порядок»      | 4                           | 11,76 |

#### За округами
| № округу | Прізвище, ім'я, по батькові | Дата визнання обраним | Освіта | Партійна приналежність | Відомості про обраного депутата |
| -------- | --------------------------- | --------------------- | ------ | ---------------------- | ------------------------------- |